# Polyspora dipterosperma
Polyspora dipterosperma är en tvåhjärtbladig växtart som först beskrevs av Wilhelm Sulpiz Kurz, och fick sitt nu gällande namn av Orel, Peter G.Wilson, Curry och Luu. Polyspora dipterosperma ingår i släktet Polyspora och familjen Theaceae. Inga underarter finns listade i Catalogue of Life.